# Wahl zur Österreichischen Hochschülerinnen- und Hochschülerschaft 2025
Die Wahl zur Österreichischen Hochschülerinnen- und Hochschülerschaft 2025, kurz ÖH-Wahl 2025, fand vom 13. Mai 2025 bis zum 15. Mai 2025 statt. Gegenstand der Wahl waren die Bundesvertretung der Österreichischen Hochschülerinnen- und Hochschülerschaft, die Hochschulvertretungen und die Studienvertretungen an 76 österreichischen Hochschulen.

## Eckdaten zur Wahl
Die Wahlzulassung war an eine Inskription mit Stichtag 25. März 2025 sowie an ein Mindestalter von 14 Jahren geknüpft. Somit lag eine Stimmberechtigung für exakt 369.328 Studierende österreichweit vor, von denen jedoch nur 22,06 % ihre Stimme tatsächlich abgaben (gesamt 81.470 Stimmen abgegeben, davon gültig 79.667 Stimmen). Die Wahlbeteiligung ist im direkten Vergleich zur ÖH-Wahl 2023 (21,16 %) leicht gestiegen.

### Wahlwerbende Gruppen und Spitzenkandidaten

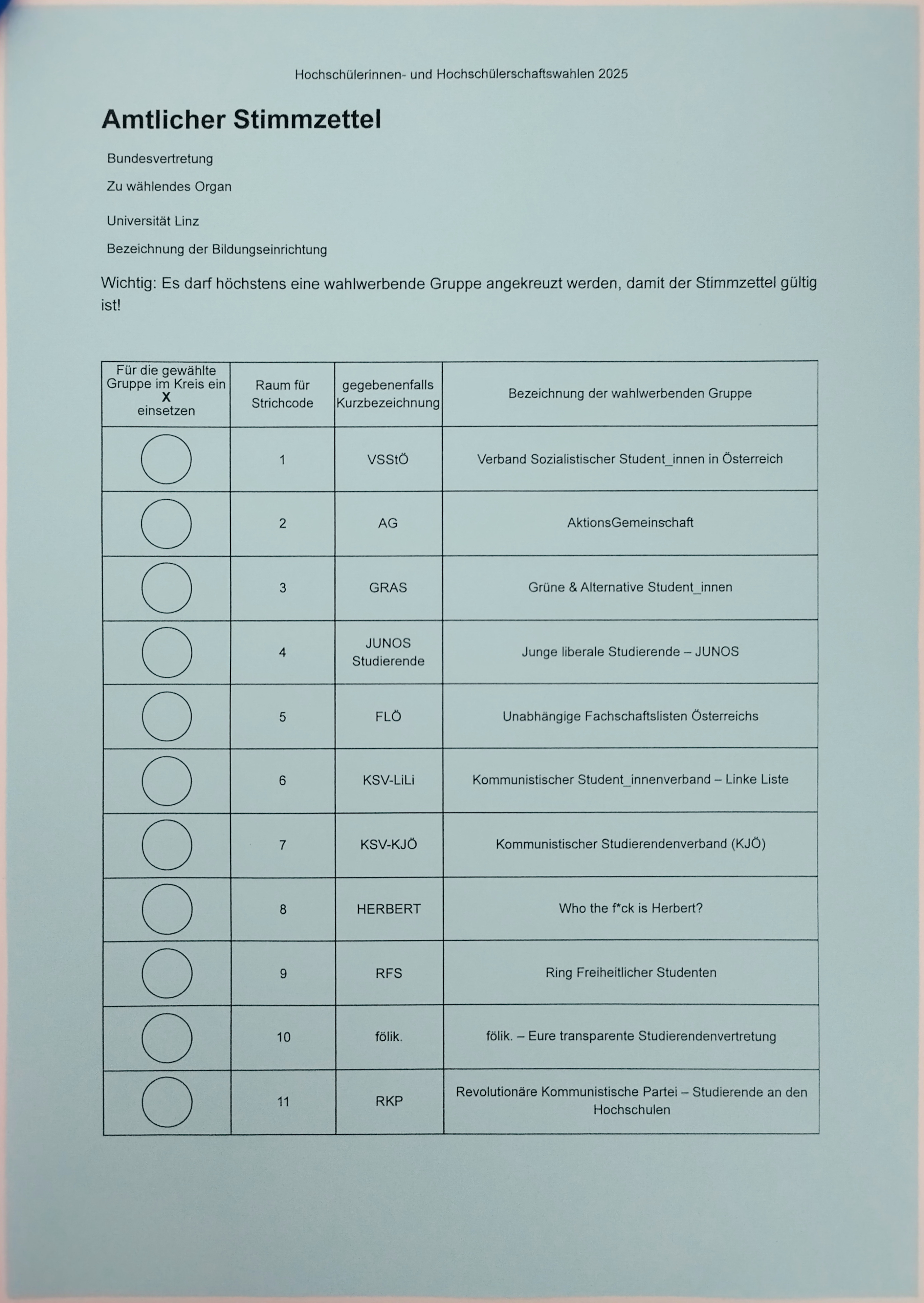
Amtlicher Stimmzettel der Bundesvertretung zur ÖH Wahl 2025

Für die Wahl zur Bundesvertretung traten insgesamt elf Listen an, darunter die zwei neuen Gruppierungen „Revolutionäre Kommunistische Partei“ und „Fölik“:
- Verband Sozialistischer Student innen in Österreich (VSStÖ): Selina Wienerroither
- AktionsGemeinschaft (AG): Laurin Weninger
- Grüne & Alternative Student innen (GRAS): Viktoria Kudrna
- JUNOS – Junge liberale NEOS (JUNOS Studierende): Manuel Grubmüller
- Unabhängige Fachschaftslisten Österreichs (FLÖ): Pia-Marie Graves
- Kommunistischer Student innenverband – Linke Liste (KSV-LiLi): Alexandra Budanov
- Kommunistischer Studierendenverband (KJÖ) (KSV-KJÖ): Joseph Noah Zvonek
- Who the f*ck is Herbert? (HERBERT): Julian Gredinger
- Ring Freiheitlicher Studenten (RFS): Nico Kröpfl
- fölik. – Eure transparente Studierendenvertretung (fölik.): Tobias Karigl
- Revolutionäre Kommunistische Partei – Studierende an den Hochschulen (RKP): Christoph Pechtl

Die erstmals angetretene RKP stellt neben KSV-LiLi und KSV-KJÖ die dritte kommunistische Fraktion bei der ÖH-Wahl dar. Wie auch der KSV-KJÖ definiert sich die RKP als antiimperialistisch. Ihren Ursprung hat die Fraktion im Umfeld der österreichischen Zeitung „Der Funke“, die zur Revolutionären Kommunistischen Internationalen gehört. Die RKP vertritt vorwiegend allgemein- bzw. gesellschaftspolitische Ziele und wenige strikt hochschulpolitische Forderungen.
Die ebenfalls bei der ÖH-Wahl debütierende Fraktion fölik. ging in Teilen aus dem VSStÖ hervor. Der inhaltliche Fokus liegt beinahe ausschließlich auf Hochschulpolitik, eine ideologische Dimension wird abgelehnt. Ziele sind u. a. eine Verbesserung der Raumsituation und der Mensen an Universitäten.

## Ergebnisse der Wahl zur Bundesvertretung
Im Zuge der Wahl wurden insgesamt 81.468 Stimmen abgegeben, davon 1801 ungültige. Die bundesweite Wahlbeteiligung nahm mit 22,09 % im Vergleich zu 2023 leicht zu.
Der VSStÖ konnte seinen Status als stimmen- und mandatsstärkste Fraktion mit drei zusätzlichen Mandaten deutlich ausbauen und die 30-Prozent-Marke knacken. AG und GRAS auf Platz zwei bzw. drei hatten leichte Verluste zu verzeichnen, waren aber in der Lage, ihre 12 bzw. 11 Mandate zu halten. Je einen Sitz in der Bundesvertretung verloren JUNOS, KSV-LiLi und HERBERT. Beide 2025 erstmals angetretenen Gruppen, RKP und fölik., verpassten den Einzug in die Bundesvertretung.

### Wahlergebnis 2025 im Detail
- KSV-KJÖ: 2
- KSV-LiLi: 2
- VSStÖ: 18
- GRAS: 11
- HERBERT: 1
- FLÖ: 4
- JUNOS: 4
- AG: 12
- RFS: 1

Am 20. Juni 2025 haben sich VSStÖ und GRAS auf eine Zusammenarbeit geeinigt. Die beiden kommen auf 29 der 55 Mandate und damit auf eine knappe Mehrheit.
| Liste    | Ergebnis in Stimmen | Ergebnis in Prozent | Mandate |
| -------- | ------------------- | ------------------- | ------- |
| VSStÖ    | 24.029              | 30,16 %             | 18      |
| AG       | 16.630              | 20,87 %             | 12      |
| GRAS     | 14.509              | 18,21 %             | 11      |
| JUNOS    | 6.058               | 7,60 %              | 4       |
| FLÖ      | 5.310               | 6,67 %              | 4       |
| KSV-KJÖ  | 3.807               | 4,78 %              | 2       |
| KSV-LiLi | 3.624               | 4,55 %              | 2       |
| RFS      | 2.353               | 2,95 %              | 1       |
| HERBERT  | 1.811               | 2,27 %              | 1       |
| RKP      | 905                 | 1,14 %              | 0       |
| fölik.   | 631                 | 0,79 %              | 0       |
| Summe    | 79.667              | 100,00 %            | 55      |
| Quelle:  |                     |                     |         |